# Metachorischizus rufus
Metachorischizus rufus är en stekelart som först beskrevs av Joseph Augustine Cushman 1933.  Metachorischizus rufus ingår i släktet Metachorischizus och familjen brokparasitsteklar. Inga underarter finns listade i Catalogue of Life.